# Zlomený muž
Zlomený muž (v anglickém originále The Broken Man) je sedmý díl šesté řady seriálu Hra o trůny. Epizodu režíroval Mark Mylod. V této epizodě vystupují postavy Sansa, Arya, Bran a Jon. Dále také v Králově přístavišti král s královnou, jejich matka i babička. Theon a Yara přistáli v zemi, které vládne Daenerys. V USA měl díl měl premiéru 5. června 2016, v České republice o den později.

## Děj

### V Braavosu
Po odmítnutí úkolů pro Muže bez tváře je Arya hledaná (Maisie Williamsová) Dívkou bez tváře Waif (Faye Marsay). Nejprve si vyhledá převozníka, kterému zaplatí předem za loď a druhou část za vlastní kajutu. Potom při procházce na mostě je napadena Dívkou bez tváře, která je převlečena za stařenu. Je pobodaná do břicha, skočí do řeky, vyplave a zraněná se ztratí se v davu.

### Volantis
Po útěku před svým bratrancem přistáli Theon (Alfie Allen) a jeho sestra Yara (Gemma Whelan) ve Volantisu. Popijí pivo a Yara se snaží Theonovi vnutit dost kuráže, aby mohli předstoupit před Daenerys.

### Příběh Jaimeho
Jaime (Nikolaj Coster-Waldau) s Bronnem (Jerome Flynn) a armádou přicestovali do Řekotočí, kde vidí neúspěšné obléhání hradu a tvrdohlavého Brydena „Černou rybu“ (Clive Russell). Ten nechce hrad vydat ani za život vlastního synovce Edmura (Tobias Menzies). Jaime si s Černou rybou promluví a navzájem si vymění urážky. Černá ryba slibuje, že Řekotočí neopustí a že vydrží se svými zásobami více než 2 roky.

### V Králově přístavišti.
Královna Margaery (Natalie Dormerová) je zpět na trůně. Ona a její manžel král Tommen (Dean-Charles Chapman) se stali symbolem Vrabčáků. Královna Margaery podřizuje Nejvyššímu vrabčákovi (Jonathan Pryce). Ten jí nutí, aby její babičku Olennu (Diana Rigg) vyhnala z Královna přístaviště a posla domů do Vysoké zahrady. Margaery skutečně lady Olennu pošle domů, ale stihne jí dát záhady papírek s růží.
Babička Margaery při dalším rozhovoru vyčte Cersei, že byla až moc akční a že zvolení Nejvyššího vrabčáka nejvyšším septonem byla největší chyba, co mohla udělat.

### Příběh Jona a Sansy
Jon (Kit Harington) a Sansa (Sophie Turner), společně se serem Davosem (Liam Cunningham), postupně navštěvují sídla bývalých vazalů roů Starků. Snaží se je přesvědčit, aby jim poskytli vojsko, se kterým by mohli dobýt zpět Zimohrad, kterému teď vládnou Boltonové. Úspěch je malý, od některých rodů nedostanou žádné vojáky, od lady Lyanny Mormont, získají pouze 60 nejlepších vojáků. Po návratu do ležení spočítají vojáky a zjistí, že jejich armáda není až tak velká, tvoří ji největší procento Divokých.

### Příběh Ohaře
Po dlouhé době se v seriálu objevuje Sandor Clegane známý jako Ohař (Rory McCann). Ten je stále psychicky poznamenaný z toho, že jej porazila žena; Brienne z Tarthu (Gwendoline Christie). Společně se skupinkou věřících staví nové septum, kde je ale navštíví několik členů Bratrstva, kteří pohledávají zlato, ocel a jídlo. Ray (Ian McShane), nový budoucí septon, zalže a řekne, že nemají nic. Právě tenhle Ray také zachránil Ohaře před smrtí.
Vesnice, kde se septum stavilo, je ale zničena členy Bratrstva. Ohař byl mimo vesnici sekat dřevo, když uslyšelo ryk. Vrátil se pozdě a všichni věřící, včetně Raye, byli vybiti. Epizoda končí tím, že si vezme sekeru a vydává se hledat členy Bratrstva.